# Stereum rameale
Stereum rameale är en svampart som först beskrevs av Ludwig David von Schweinitz, och fick sitt nu gällande namn av Edward Angus Burt 1920. Stereum rameale ingår i släktet Stereum och familjen Stereaceae.  Arten är reproducerande i Sverige. Inga underarter finns listade i Catalogue of Life.